# Сорана Гурян
Сора́на Гуря́н (настоящие имя и фамилия Су́ра И́циковна (Са́ра Исаа́ковна) Гурфи́нкель; фр. и рум. Sorana Gurian; 18 ноября 1913, Комрат, Бендерский уезд, Бессарабская губерния — 10 июня 1956, Париж) — румынская и французская писательница и переводчица.

## В Румынии
Родилась под именем Сара Гурфинкель в южном бессарабском городке Комрат (теперь столица Гагаузской автономии в Молдове), старшая из трёх дочерей в семье земского врача Исаака (Ицек-Меера) Лазаревича Гурфинкеля и его жены Гитл Гурфинкель. Рано оставшись без матери, получила домашнее образование в Комрате, с 1927 года — в тигинской гимназии «Принцессa Илянa» для девочек (Liceul de Fete «Principesa Ileana»), где сдала экзамен на бакалавриат в 1931 году. Здесь же, в Тигине (теперь Бендеры) умер её отец Ицик-Меер, или Исаак Лазаревич, Гурфинкель (1872—1929) и Сара осталась фактически ответственной за младших сестёр Лию и Изабеллу.
С 1931 по 1934 год обучалась на филологическом факультете Ясского университета Ал. И. Кузы. Там же в Яссах дебютировала публицистикой в газете «Lumea» (Мир) в номере от 6 июля 1937 года, опубликовала фельетоны в центральной бухарестской газете «Adevărul» (номер от 16 декабря 1937 года), а 9 января 1938 года — по рекомендации Е. Ловинеску — 3 новеллы Гурян были опубликованы в «Lumea». В том же году уехала в Париж, откуда на протяжении последующих двух лет регулярнo присылала в различные периодические издания Румынии свои новеллы; в 1940 году переводила на румынский язык «Тихий Дон» М. А. Шолохова. В том же 1940 году вернулась в Бухарест, где присоединилась к антифашистскому подполью.

## В эмиграции
После войны стала профессиональной журналисткой. В 1945—1946 годах выходят её переводы на румынский язык поэмы А. С. Грибоедова «Горе от ума» и пьес Дж. Б. Пристли. Первый роман «Zilele nu se intorc niciodată» (Эти дни никогда не вернутся) о жизни интеллигентной бессарабской семьи в довоенные годы вышел в Бухаресте в 1946 году и сразу принёс ей широкую известность. В том же 1946 году вышел сборник новелл Гурян «События между рассветом и ночью», с описанием навязчивых сексуальных фобий одинокой женщины. В 1947 году, после статьи с призывом к свободе прессы, была отстранена от работы и в 1949 году уехала в Израиль, а ещё через два года — в Париж. Уже в Израиле полностью перешла на французский язык и в 1950 году в Париже вышла её первая французская книга «Les Mailles du Filet» (румынское издание под названием «Ochiurile retelei», Ячейки сети), основанная на реальных событиях послевоенной политической жизни Румынии. В 1952 году выпустила в собственном переводе с румынского свой первый роман и написала его продолжение «Безжалостная любовь» (вышли в 1953 году под прежним названием «Les jours qui ne reviennent jamais»), о предвоенных годах в Румынии. Обе книги вышли в издательстве René Julliard, с которым Гурян подписала долгосрочный контракт.
В это время увлеклась экзистенциальной философией Шестова, подружилась с молодыми литераторами — как и она экспатриантами из стран Восточной Европы, в частности с написавшим о ней воспоминания Чеславом Милошем. Зарабатывала на жизнь переводами; так, в 1954 и 1955 годах вышли в её переводах с немецкого языка сборники научной фантастики Hans Prager «L’hôpital des mers froides» (1954) и F.L. Neher «Menschen zwischen den Planeten» (1955, переиздана в 1964). Тогда же Гурян заболела раком молочной железы, перенесла две операции и после кратковременной ремиссии, за время которой она успела написать последнюю книгу о борьбе с недугом, умерла в своей комнатушке в студенческом общежитии на Левом Берегу Сены. Книга вышла уже посмертно, в 1956 году, под названием «Récit d’un combat» (Повествование о борьбе). Ещё при жизни Гурян её романы были переведены и изданы на испанском, итальянском и немецком языках, а в 1990-е годы они возвратились и к румынскому читателю.
В честь Сораны Гурян названа улица в Сан-Паулу (Бразилия) — Rua Sorana Gurian.

## Произведения и их переводы
- Zilele nu se intorc niciodată (эти дни никогда не вернутся), Editore Forum: Бухарест, 1945.
- Les Mailles du Filet: Mon Journal de Roumanie (звенья сети: мой журнал из Румынии), Calmann Levy: Париж, 1950.
- Per aver scelto il silenzio, Sansoni: Рим, 1950.
- Nie kehren die Tage wieder (эти дни никогда не вернутся), Bourg: Дюссельдорф, 1951.
- Les jours qui ne reviennent jamais (эти дни никогда не вернутся), Editeur René Julliard: Париж, 1952.
- A través de la red (звенья сети), AHR: Барселона, 1952.
- Die Nacht ist nicht ohne Sterne (ночь не без звёзд), Bourg Verlag: Дюссельдорф, 1952.
- Les amours impitoyables, Editeur René Julliard: Париж, 1953.
- Récit d’un combat (повествование о борьбе), Editeur René Julliard: Париж, 1956.
- Ochiurile retelei. Jurnalul meu din România (звенья сети: мой журнал из Румынии), румынская версия Корнелии Штефэнеску, в двух томах, Editura Jurnalul literar: Бухарест, 2002—2003.
- Zilele nu se întorc niciodată. Iaşi: Princepsedit, 2006. — 556 p.; Бухарест: Hasefer, 2012.

## Переводы Сораны Гурян
- А. С. Грибоедов. Prea multă minte strică. Бухарест, 1945 (с Захарией Станку).
- Дж. Б. Пристли. Lumina dragostei. Бухарест, 1946.
- Hans Prager. L’hôpital des mers froides. Париж, 1954.
- F. L. Neher. Mars aller-retour. Предисловие Вернера фон Брауна. Париж, 1955.

## Примечания

Земский врач И. Л. Гурфинкель (1872—1929)